# Пляхо
Пляхо́ — село в Туапсинском районе Краснодарского края. Входит в состав муниципального образования Новомихайловское городское поселение.

## География
Село расположено на речке Малое Пляхо, в 0,5 км от её устья, где расположен ВДЦ «Орлёнок».
В 1 км к югу от села проходит магистраль М27. Расстояние до посёлка Новомихайловский 5 км, до Туапсе — 46 км.

## История
На месте села проживали причерноморские шапсуги (адыги), которых в 1862-1864 гг. депортировали в Османскую империю. Современное селение было основано в 1864 году, после завершения Кавказской войны. В конце XIX века в село начали переселяться армяне-амшенцы, бежавшие из Османской империи.
Своё официальное название село получило от близлежащей горы Пляхо (618 м) и речки Малое Пляхо.

## Население
| 1989 | 1999  | 2002  | 2010  |
| ---- | ----- | ----- | ----- |
| 976  | ↗1002 | ↗1112 | ↗1198 |